# Estação Urgell

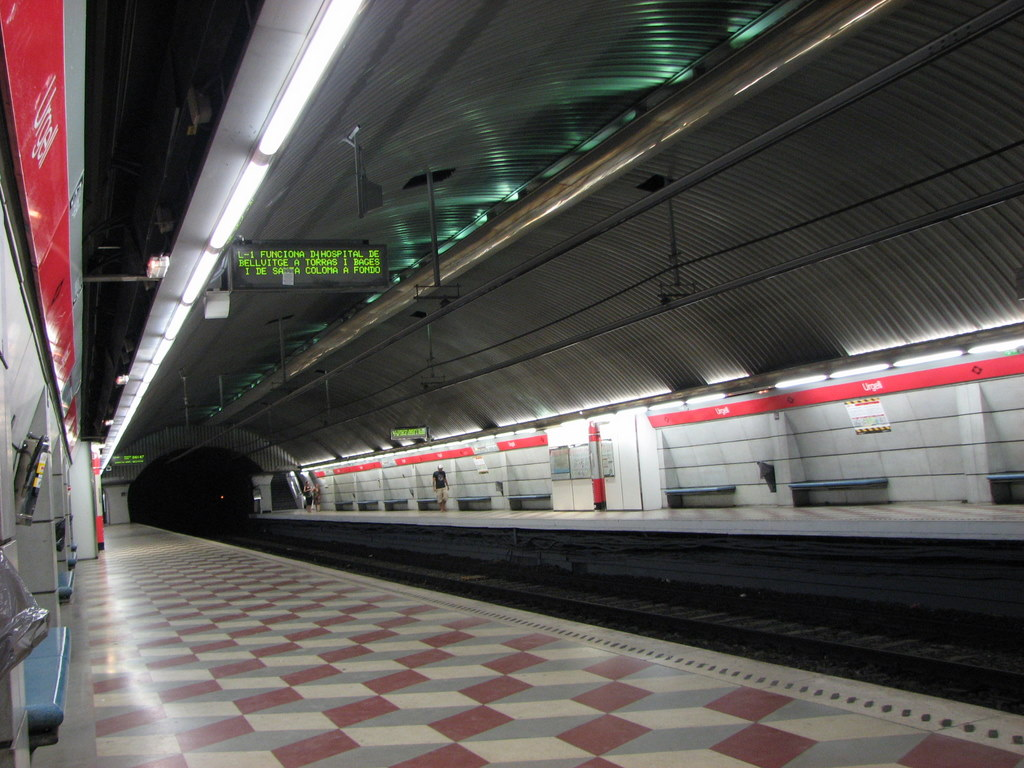
Estação Urgell em 2006.

Urgell é uma estação da Linha 1 do Metro de Barcelona.